# Grand Prix Formule 1 van Oostenrijk 1999
De Grand Prix Formule 1 van Oostenrijk 1999 werd gehouden op 25 juli 1999 op de A1 Ring.

## Verslag
David Coulthard reed Mika Häkkinen van de baan in de eerste ronde, waardoor de Fin naar achteren terugviel. Hierdoor kon Eddie Irvine winnen en zich mengen in de titelstrijd.

## Uitslag
| Positie | Nummer | Rijder                | Team               | Ronden | Tijd/Opgave  | Startplaats | Punten |
| ------- | ------ | --------------------- | ------------------ | ------ | ------------ | ----------- | ------ |
| 1       | 4      | Eddie Irvine          | Ferrari            | 71     | 1:28:12.438  | 3           | 10     |
| 2       | 2      | David Coulthard       | McLaren-Mercedes   | 71     | +0.313       | 2           | 6      |
| 3       | 1      | Mika Häkkinen         | McLaren-Mercedes   | 71     | +22.282      | 1           | 4      |
| 4       | 8      | Heinz-Harald Frentzen | Jordan-Mugen-Honda | 71     | +52.803      | 4           | 3      |
| 5       | 10     | Alexander Wurz        | Benetton-Playlife  | 71     | +1:06.358    | 10          | 2      |
| 6       | 12     | Pedro Diniz           | Sauber-Petronas    | 71     | +1:10.933    | 16          | 1      |
| 7       | 19     | Jarno Trulli          | Prost-Peugeot      | 70     | +1 Ronde     | 13          |        |
| 8       | 7      | Damon Hill            | Jordan-Mugen-Honda | 70     | +1 Ronde     | 11          |        |
| 9       | 3      | Mika Salo             | Ferrari            | 70     | +1 Ronde     | 7           |        |
| 10      | 18     | Olivier Panis         | Prost-Peugeot      | 70     | +1 Ronde     | 18          |        |
| 11      | 21     | Marc Gené             | Minardi-Ford       | 70     | +1 Ronde     | 22          |        |
| 12      | 9      | Giancarlo Fisichella  | Benetton-Playlife  | 68     | Motor        | 12          |        |
| 13      | 20     | Luca Badoer           | Minardi-Ford       | 68     | +3 Rondes    | 19          |        |
| 14      | 17     | Johnny Herbert        | Stewart-Ford       | 67     | +4 Rondes    | 6           |        |
| 15      | 23     | Ricardo Zonta         | BAR-Supertec       | 63     | Koppeling    | 15          |        |
| NF      | 16     | Rubens Barrichello    | Stewart-Ford       | 55     | Motor        | 5           |        |
| NF      | 11     | Jean Alesi            | Sauber-Petronas    | 49     | Geen benzine | 17          |        |
| NF      | 14     | Pedro de la Rosa      | Arrows             | 38     | Spin         | 21          |        |
| NF      | 5      | Alessandro Zanardi    | Williams-Supertec  | 35     | Geen benzine | 14          |        |
| NF      | 22     | Jacques Villeneuve    | BAR-Supertec       | 34     | Aandrijving  | 9           |        |
| NF      | 15     | Toranosuke Takagi     | Arrows             | 25     | Motor        | 20          |        |
| NF      | 6      | Ralf Schumacher       | Williams-Supertec  | 8      | Spin         | 8           |        |

## Wetenswaardigheden
- Mika Salo verving Michael Schumacher na zijn crash in de Grand Prix van Groot-Brittannië.

## Statistieken
| Pole-position | Mika Häkkinen | McLaren-Mercedes | 1:10.954 |
| Snelste ronde | Mika Häkkinen | McLaren-Mercedes | 1:12.107 |

## Noot
- Dit was de tweehonderdste Grand Prix-start voor een Japanse coureur.

1963 · 1964 · 1970 · 1971 · 1972 · 1973 · 1974 · 1975 · 1976 · 1977 · 1978 · 1979 · 1980 · 1981 · 1982 · 1983 · 1984 · 1985 · 1986 · 1987 · 1997 · 1998 · 1999 · 2000 · 2001 · 2002 · 2003 · 2014 · 2015 · 2016 · 2017 · 2018 · 2019 · 2020 · 2021 · 2022 · 2023 · 2024 · 2025